# Dragoș Pătraru
Dragoș Iustinian Pătraru (n. 1 noiembrie 1977, Ploiești, România) este un jurnalist, prezentator TV și scriitor român. Acesta modera late-night show-ului Starea Nației, emisiune pamflet ce ironizează, în principal, politicienii. Emisiunea a fost transmisă pe mai multe posturi de televiziune, printre care România TV, TVR 1, Digi24 și Prima TV, însă acum este difuzată exclusiv pe platforma YouTube. Tot pe aceeași platformă, are două canale: Starea Nației și Starea Sănătății.
De asemenea, Dragoș Pătraru deține două localuri, situate în Ploiești și București, care activează sub denumirea „Cafeneaua Nației“.

## Cărți publicate
- Starea nației cu Dragoș Pătraru (2016)[9]
- Unde nu-i cap vai de popoare (2017)[10]
- Atenție cu intenție (2023)